# Powiat Łukowski
Der Powiat Łukowski ist ein Powiat (Kreis) in der polnischen Woiwodschaft Lublin. Der Powiat hat eine Fläche von 1394,09 km², auf der 108.000 Einwohner leben.

## Gemeinden
Der Powiat umfasst elf Gemeinden, davon zwei Stadtgemeinden und neun Landgemeinden.

### Stadtgemeinden
- Łuków
- Stoczek Łukowski

### Landgemeinden
- Adamów
- Krzywda
- Łuków
- Serokomla
- Stanin
- Stoczek Łukowski
- Trzebieszów
- Wojcieszków
- Wola Mysłowska